# Pamětní kostel císaře Fridricha
Pamětní kostel císaře Fridricha (německy Kaiser-Friedrich-Gedächtniskirche) je německý protestantský kostel náležející Evangelické církvi Berlín-Braniborsko-slezská Horní Lužice. Stojí v Händelallee ve čtvrti Hansaviertel v městské části Mitte nedaleko Großer Tiergarten. Modernistický kostel se železobetonovým skeletem byl postaven v roce 1957 podle návrhu architekta Ludwiga Lemmera, nahradil starší stavbu z 19. století od Johannese Vollmera, která byla zničena během druhé světové války.
Svým názvem kostel odkazuje k osobě císaře Fridricha III. Pruského.